# 首羅山遺跡
首羅山遺跡（しゅらさんいせき）は、福岡県糟屋郡久山町にある中世の山岳寺院遺跡。2013年（平成25年）3月27日付で国の史跡に指定された。首羅山「頭光寺」という寺院があったとされる。

## 概要
この遺跡は久山町の北東部に位置している。早くから地元では知られていた遺跡だったが、本格的な調査は2005年（平成17年）まで待たねばならなかった。久山町教育委員会の手による数次にわたる調査の結果、当時の姿が良好な状態で残っていることが判明した。
2017年（平成29年）現在も久山町教育委員会のほか九州歴史資料館が共同で調査を行っている。中世の遺跡は幾度となく戦火に巻き込まれ、あるいは、開発行為等により残存している遺跡は少ないとされるが、久山町が福岡都市圏に位置しながら比較的開発行為が進んでいないこと等から奇跡的に良好な状態で当時の国際貿易都市「博多」を現在に伝えている。
主に本谷、西谷、山王(日吉）山頂部に遺構が残っていることが判明している。なお、現在は調査中の遺跡であるため、一般向けの公開は年に1回のみである。
令和2年3月28日に首羅山遺跡登山道がオープンした。

## 歴史
天平時代、百済国から海を渡りやってきた「白山権現」が乗る虎を恐れた村人が、首を切り落とすとその虎の首が光り輝き、沙羅に包み土中に埋葬し、十一面観音を祀る祠を建てた。
これが「首羅山頭光寺」の伝承である。
鎌倉時代初期には三百を超える僧坊が立ち並び、隆盛を極めたとされる。
中世博多の貿易を担った博多綱首たちにより庇護され、庭園のある遺構などは大陸の貿易関係者を歓待するための迎賓施設ともされる。

## 遺構

### 本谷地区
本谷地区中腹には基壇をもつ五間堂を中心に小堂や鐘楼、瓦葺建物、墓地などがあったとされる。周辺からは中国の景徳鎮産の青白磁や枢府磁、朝鮮半島の高麗青磁など貿易陶磁器の優品が出土している。特に景徳鎮産の青白磁は日本国内で初めての出土品であることが久山町教育委員会、九州歴史資料館の調査で判明している。

### 西谷地区
西谷地区には僧源通が観法したと伝えられる「観法岩」や滑石製石鍋製作跡、文保二（1318年）銘の板碑がある「墓ノ尾」と呼ばれる墓地群が存在する。その他、石垣などを伴う庭園状遺構のある平坦地も確認され、今後も調査が進められる予定である。

### 山頂地区

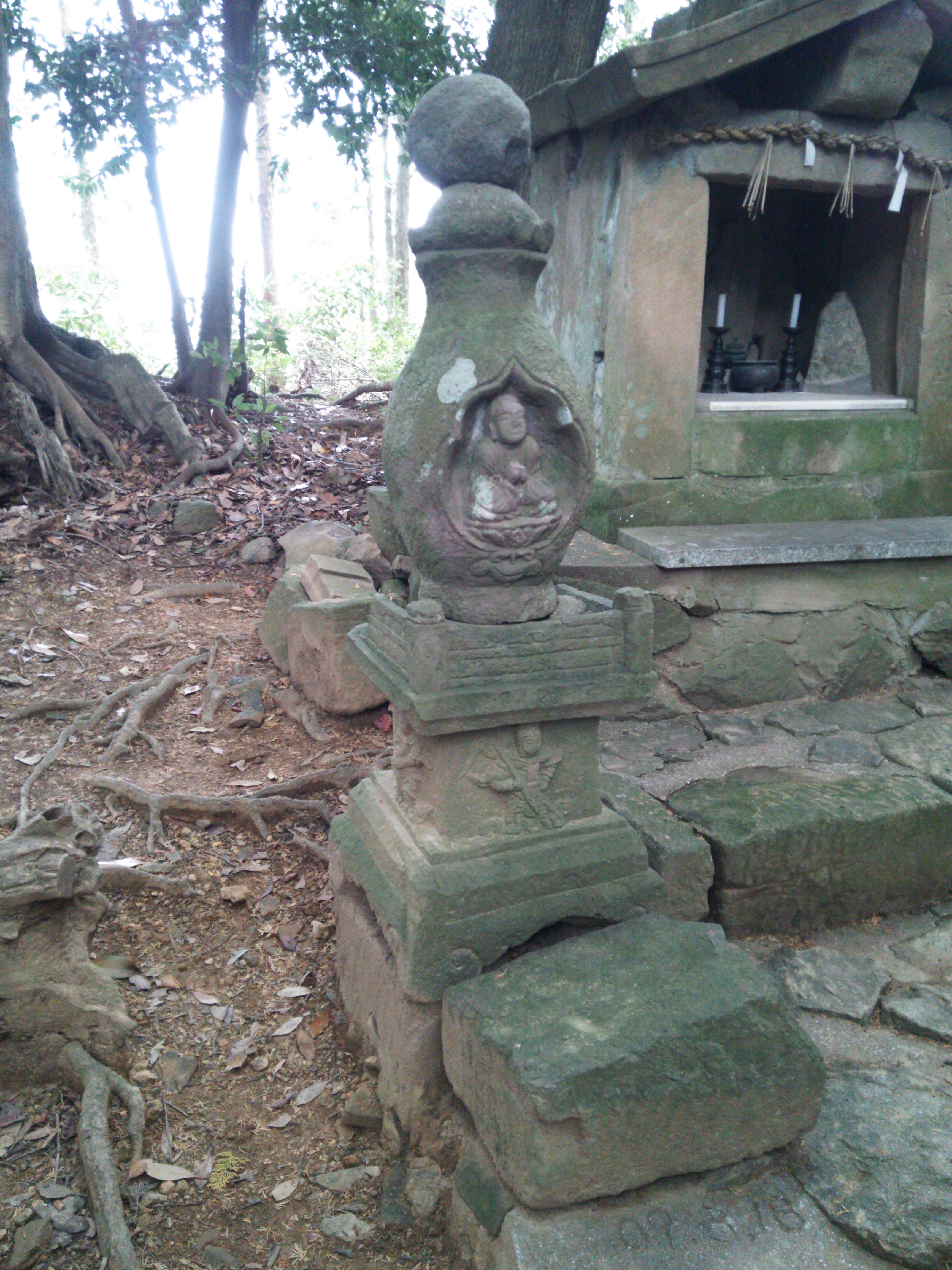
首羅山山頂にある薩摩塔

山頂地区はかつて白山神社が鎮座しており、今は江戸時代に製作された祠と、薩摩塔や宋風獅子に代表される中国風の石造物が今も残る。これまでの調査で山頂地区には幅4mほどの66段もの石段があることが判明している。この石段の中心軸は正確に南北方向をとっており、本谷地区の五間堂を中心とした伽藍の軸線と重なることが分かっている。また、13世紀には山全体を改変するような大工事が行われたことが判明しており、当時の土木技術の高さの一端が覗われる。